# Villar del Ala
Villar del Ala ist ein Ort und eine Gemeinde (municipio) mit nur noch 50 Einwohnern (Stand: 2024) im Norden der Provinz Soria in der Autonomen Gemeinschaft Kastilien-León. Die Gemeinde gehört zur bevölkerungsarmen Serranía Celtibérica. 

## Lage
Villar del Ala liegt in der von Felsen und Hügeln durchsetzten Hochebene (meseta) im Norden der Provinz Soria in einer Höhe von ca. 1125 m. Die Entfernung zur südsüdöstlich gelegenen Provinzhauptstadt Soria beträgt knapp 17 km (Fahrtstrecke). Das Klima ist gemäßigt; Regen (ca. 777 mm/Jahr) fällt überwiegend im Winterhalbjahr.

## Bevölkerungsentwicklung
| Jahr      | 1970 | 1981 | 1991 | 2001 | 2011 | 2021 |
| Einwohner | 85   | 47   | 39   | 59   | 58   | 50   |

Die zunehmende Mechanisierung der Landwirtschaft, die Aufgabe bäuerlicher Kleinbetriebe (Höfesterben) und der daraus resultierende Verlust an Arbeitsplätzen haben in hohem Maße zum deutlichen Rückgang der Bevölkerung beigetragen (Landflucht).

## Sehenswürdigkeiten
- Salvatorkirche
- Martinskapelle